# ヘンリー・ド・ブーン (初代ヘレフォード伯)

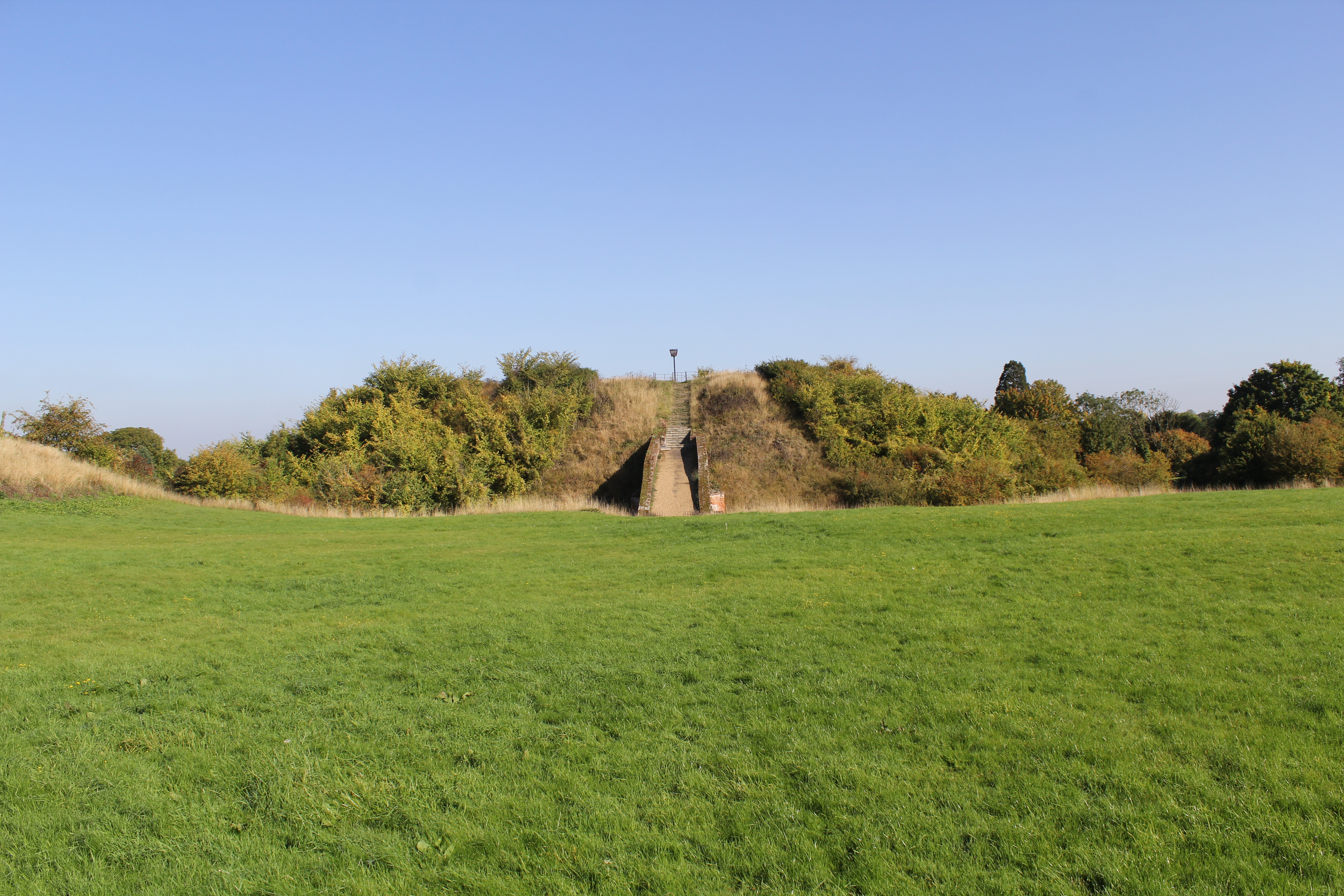
ヘンリー・ド・ブーンの居城であったエセックスのプレシー城のモットと中世後期のレンガ造りの橋

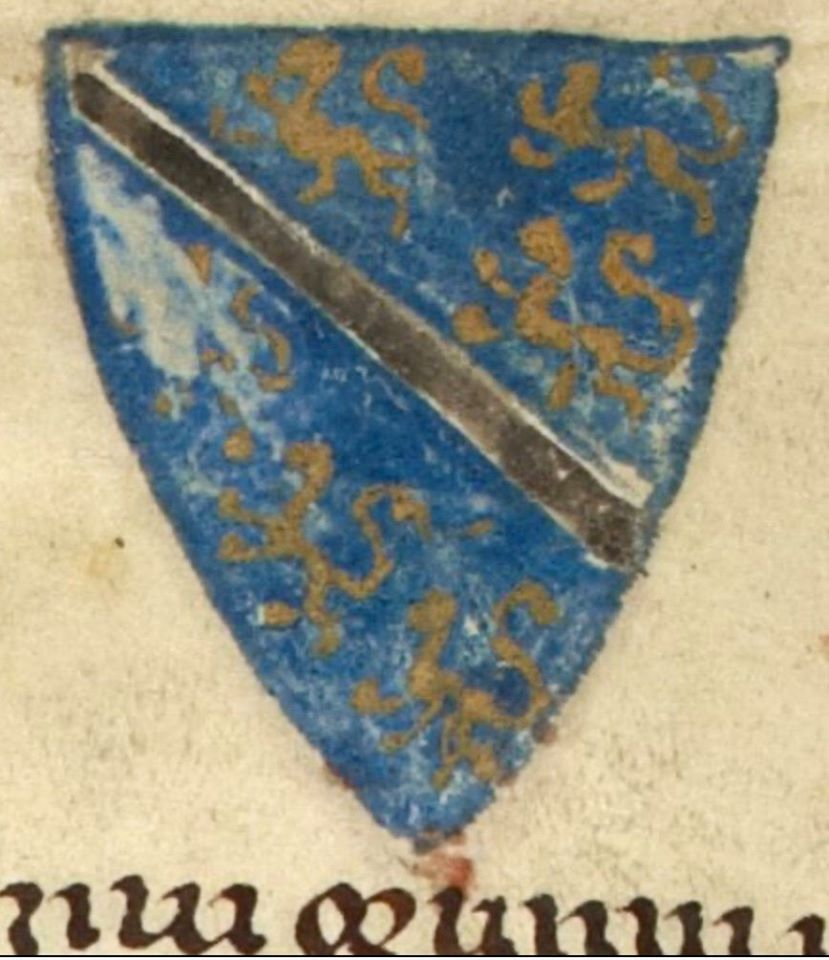
ヘンリー・ド・ブーンの紋章（マシュー・パリス（1259年没）画）

初代ヘレフォード伯ヘンリー・ド・ブーン（Henry de Bohun, 1st Earl of Hereford, 1176年 - 1220年6月1日）は、エセックスのプレシー城を居城とし、1199年からイングランドの大司馬をつとめたアングロ・ノルマン貴族。

## 生涯
ヘンリーは、ハンフリー3世・ド・ブーンとヘンリー・オブ・スコットランドの娘マーガレットとの息子で相続人であった。父ハンフリー3世はウィルトシャーのトローブリッジ城とウェールズ南東部のカルディコット城の領主であり、トローブリッジの第5代男爵であった。父はイングランドの最高司令官としてヘンリー2世に仕えた。ブルターニュ女公コンスタンスはヘンリーの異父妹である。
父方の祖母マーガレット・オブ・ヘレフォードは、初代ヘレフォード伯、ブレックノック領主、グロスター総督、イングランド大司馬であったマイルズ・フィッツウォルター・オブ・グロスター（1143年死去）の娘である。マイルズ・オブ・グロスターの男系が途絶えた後、1200年にジョン王はヘンリー・ド・ブーンをヘレフォード伯およびイングランド大司馬に任命した。ヘンリーの領地は主にウェールズ辺境にあり、この日以降ブーン家は辺境地域の男爵の中でも主要な地位を占めるようになった。
1212年、ヘンリーはトローブリッジをめぐって3代ソールズベリー伯爵ウィリアム・ロングスピーと法廷闘争を繰り広げた。争いが長引いたため、ヘンリーは病気を理由に1213年6月の審問を欠席した。これにより、トローブリッジは王室に返還された。ヘンリーは、1215年にマグナ・カルタの条項を施行するために貴族によって選出された25人の貴族の一人であり、その後教皇により破門された。
1215年9月、ヘンリーはウィンチェスター伯サー・ド・クィンシーとロバート・フィッツウォルターとともにフランスへ向かった。ルイ王子との会談で、ヘンリー、クィンシー、フィッツウォルターはルイへの忠誠を誓い、イングランドを征服するという条件で王位を差し出した。マグナ・カルタに続く内戦では、ヘンリーはフランス王ルイ8世を支持し、1217年のリンカーンの戦いで捕虜となった。
ヘンリーは1220年6月に聖地への十字軍遠征中に亡くなった。

## 結婚と子女
ヘンリーは、エセックスのプレシー城を居城とする初代エセックス伯ジェフリー・フィッツピーターの娘で相続人のモード・ド・マンデヴィルと結婚し、以下の子女をもうけた。
- ハンフリー（1204年 - 1275年）[9] - 第2代ヘレフォード伯、初代エセックス伯。1239年にエセックス伯に叙せられた。ウー伯ラウル1世・ド・リュジニャンの娘モード（マティルド）と結婚。
- ヘンリー - 早世
- ラルフ